# 拉姆內茨河
拉姆内茨河（烏克蘭語：Рамнець），是烏克蘭西南部的河流，屬於奧努特河的左支流。該河發源自霍羅希夫齊以南，流經切爾尼夫齊州的切爾尼夫齊區，河道全長16公里，流域面積62.7平方公里。